# Rømø
Pour les articles homonymes, voir Romo.
Rømø (en allemand, Röm) est une île côtière de l'ouest du Danemark, dans la mer des Wadden. Elle fait partie de la municipalité de Tønder. L'île est habitée par 559 habitants et couvre une superficie de 129 km² et est une destination très fréquentée par le tourisme danois et allemand.

## Géographie
Rømø est l'île danoise la plus méridionale des îles frisonnes septentrionales (si l'on prend l'extension la plus large des îles de la Frise incluant les îles danoises de la mer de Wadden). Rømø est reliée au continent par une route et n'est située qu'à trois kilomètres au nord de l'île allemande de Sylt, à laquelle elle est reliée par ferry. Elle comprend plusieurs hameaux dont Kongsmark, Østerby, Lakolk et Sønderstrand.

## Histoire
De 1864 à 1920, elle appartenait à l'Allemagne, rattachée à la province prussienne du Schleswig-Holstein.